# Ef - a fairy tale of the two.
《ef - a fairy tale of the two.》，是日本遊戲公司minori發售的成人遊戲，前篇《ef - the first tale.》於2006年12月22日發售，後篇《ef - the latter tale.》於2008年5月30日發售。遊戲發行商COMFORT於2010年4月29日推出包含前後篇的Playstation 2版《ef - a fairy tale of the two.》。2010年9月17日發售Fan disc《天使的星期日》。

## 概要
本作品是日本minori公司的第五部作品，招攬了以《水夏～SUIKA～》、《初音島》原作者而聞名的御影，和負責該作品人物設定、原畫的七尾奈留，在2005年初發表製作消息。
本作品並非採用十八禁遊戲常見的冒險遊戲類型，而採用了稱之為視覺小說的類型。在這種類型當中玩家≠主角，而是以第三人稱視點參加戲劇一樣。同時御影對成人遊戲的故事進行時的互相排他性（跟有些女主角的關係發展進行的話與其他的女主角劇情幾乎不會受到影響）以自己的方式解讀，對於每個登場人物們，各章節皆以不同的視點與筆觸來描寫。
同時遊戲中的插圖，也不是用其他冒險遊戲常見的站立圖像為底，大量使用了事件插圖，並取消了女主角的分歧路線，讓玩家沒有攻略遊戲的心態，而著重於鑑賞故事。
由於上述的講究使得製作與研發時間拉長，是否能夠發行，各式各樣的揣測也一一浮現。2006年7月作品發表分為《ef - the first tale.》與《ef - the latter tale.》兩部，同時《ef - the first tale.》的發售日為2006年12月22日。過了兩年之後，《ef - the latter tale.》也於2008年5月30日推出。
《fairy tale of the two》是「兩個人的童話」之意。而「ef」一詞並無官方詳寫，但「ef」的相關音樂裡有五首代表作都是以「ef」為字首：遊戲主題曲「eternal feather」、「emotional flutter」，動畫主題曲「euphoric field」、「ebullient future」，以及ef全體作品都有的「ever forever」。
本作品顛覆傳統作品的前衛劇情和架構給予18禁遊戲一個全新的面貌以及呈現方式，同時也反思了人類內心的真實糾纏而非只是普通的催淚劇本，BGM的配樂更突顯全新的風貌，大大的提升本作的價值。

## 故事簡介
故事以二部共六章組成，在前篇《ef - the first tale.》以廣野紘、宮村宮子、新藤景及堤京介為中心的故事（以兩個章節構成），後篇《ef - the latter tale.》以新藤千尋、麻生蓮治、羽山瑞希、久瀬修一、火村夕及雨宮優子為中心的故事（以三個章節構成）。

### ef - the first tale.
序章
聖誕節，雨宮優子與火村夕兩人在教會裡重逢。兩人懷緬過去，由優子開始訴說過去一年所發生過的種種事情。
第一章  宮村宮子
廣野紘是個高中生兼少女漫畫家，每一天度過忙碌的生活。在聖誕節的夜晚，遇到追逐小偷的宮子。兩人再次在學校見面後，宮子對紘開始產生興趣，而開始糾纏在紘身邊。身為青梅竹馬的景看到這種場景而感到焦慮。紘在繁重的工作與學業之間，宮子與景之間，應該如何抉擇？
第二章  新藤景
第一章的幾個月後的夏天。喜歡電影製作的堤京介，在體育館看到新藤景的射籃的動作時，想要拍攝以她為主的電影。因為失戀與鬱悶而退出社團的景，受到熱愛電影的京介的影響，慢慢走出陰霾。對紘還剩下好意的景，以及明知道對方仍喜歡著紘但卻漸漸喜歡上景的京介，這二人到底會……

### ef - the latter tale.
the latter tale.的登場人物和the first tale.有密切關係，而the latter tale.的故事風格與the first tale.爱情小品式的剧情有所不同，劇情充滿著悲傷、哀愁和無奈。
在the latter tale. 中的场景则和the first tale.几乎相同，但兩作的人物几乎没有通过直接见面的方式，而是以电子邮件等方式交流，使玩家往往误认为这是发生在两个互相连通的平行宇宙中的故事，而結局卻表明了the latter tale.中的音羽城是由火村夕参与设计建造，坐落于与原来音羽城经纬度基本相同而处于南半球（设定为澳大利亚境内）地点，并且完全仿造本尊的音羽城样式建造的景观城市。
幕間
緊接著the first tale.的尾聲，雨宮優子敍述了她的故事後，火村夕也把他過去一年的經歷與及會過來這間教會的原因細細道出。
第三章  新藤千寻
爱好阅读并有志于从事写作的少年麻生莲治，每天放学后都会在无人的车站度过属于自己的时间。而突然有一天，车站里坐着一位少女——新藤千寻，与其相识并成为朋友。在两人的距离逐渐缩短的同时，莲治也知道了千寻患有记忆障碍的事實。自己對千尋的感情與日俱憎，但千尋對自己的感情卻始終停留在初相識的階段，蓮治漸漸充滿迷茫，而千尋也明白自己與其他人有所接觸的話只會彷害對方的未來，於是……
第四章  羽山瑞希
莲治的表妹羽山瑞希来到莲治的家中度过暑假，莲治的母亲堇因故在白天時把瑞希交給隔壁的小提琴手久濑修一照顧。他们本应按捺不住亲近彼此的愿望，但久濑却有一个秘密，使他不能接納瑞希的好意……
终章（上）雨宮優子
火村夕回忆起自己的高二的暑假：與雨宫优子在学校天台重逢，优子主動接近使他回憶起儿时有關他妹妹的痛苦回忆。当他终于治愈回忆的伤痛，並接納優子的時候，卻發現一切都是優子的復仇計劃……
終章（下）火村夕
火村夕与优子排除萬難，雖然生活有點辛苦，但他們終於可以开始幸福的生活了。優子也認識了孤兒院的小孩未來。聖誕節就快來臨了，四周都充滿歡樂的氣氛，然而，這時卻發生了一場改變他們的意外…
離開那裡的夕在十年後，終究還是回到了音羽，而最後也終於再見到了優子。再次相遇的兩人，火村夕希望優子可以留下，但優子因為「神的旨意」而不得不再次離去，留下一片羽翼給了火村夕，Imperfect Answer這首BGM娓娓道出兩人內心的傷痛和不捨，火村夕決定繼續一個人走下去，重建「音羽」

## 登場人物
※聲：遊戲、廣播劇CD／電視動畫

### 主要人物
廣野紘（聲：小滿皐 / 下野紘）
生日9月9日，處女座，血型O。身高165cm，體重52kg，瞳色：红。
第一章的男主角。音羽學園二年級生。父親與姐姐都是畫家，他也使用著「新堂凪」這個筆名執筆少女漫畫。由於工作的原因學校方面無法兼顧，事實上由於出勤率不夠面臨著留級的危機。是久瀨修一的粉絲。討厭的東西是女性的料理。
他開始畫少女漫畫的原因，和幼時與景和千尋的相遇有關。
宮村宮子（聲：赤澤楓 / 田口宏子）
生日9月8日，處女座。血型B。身高162cm，體重47kg，三圍：B88/W57/H83，瞳色：綠。
第一章的女主角。音羽學園2年級生，雖然是姿容端麗、成績優秀的女孩子，在男女生中也十分有名氣，但同時也是有名的「蹺課王」。在聖誕節之夜與紘邂逅。對世界沒安全感，在她的世界就只是黑白的，最後因著紘而重獲新生。
堤京介（聲：城樹翔 / 泰勇氣）
生日11月29日，射手座，血型AB。身高171cm，體重60kg，瞳色：紫。
紘的朋友兼同班同學。映研的攝影師。第二章的男主角，三年級時與宮子同班，常常被她抓著以前的罪證要脅當下人。對景別眼相看，想找她當新電影的女主角。
新藤景（聲：櫻井美鈴 / 岡田純子）
生日6月2日，雙子座，血型A。身高150cm，體重40kg，三圍：B76/W55/H79，瞳色：金。
音羽學園一年級生。廣野紘的青梅竹馬。留著短頭髮，個性與說話的口氣像男孩子一樣。籃球社員，一年級就是正式選手。第二章的女主角。因為失去紘而自暴自棄。平常是男性腔調，擁有比男人更強的殺傷力，但底子仍是柔弱的女生。
麻生蓮治（聲：伊香川椎音 / 高城元氣）
生日11月1日。天蠍座。血型B。身高159cm。體重50kg。瞳色：藍。
父親是德國建築師。從國外轉學，喜歡閱讀原文小說。第三章的男主角。
新藤千尋（聲：牧泉美 / 柳瀨洋美）
生日6月2日，雙子座，血型A。身高151cm，體重38kg，三圍：B77/W53/H78，瞳色：金。
新藤景的同卵雙胞胎妹妹。與姐姐的个性相反，性格相當老實。年幼時左眼由於事故而失明並患上順行性遺忘症（只能擁有13小時的記憶），平常帶著眼罩。第三章的女主角。
久瀨修一（聲： / 濱田賢二）
生日2月15日，水瓶座，血型A。身高177cm。體重61kg。瞳色：茶。
職業級小提琴家。過去就讀音羽學園，在學期間交友廣泛，和火村夕、雨宮優子、廣野凪認識。出自富裕家庭，由於無心繼承家業而遭受父親反對，為了實現夢想，不得不盡早離開音羽學園。後來到德國留學。長大後仍成為世界級小提琴演奏家，又因為心臟病，在一場演奏會倒下後引退，第四章的男主角。
羽山瑞希（聲：安玖深音 / 後藤麻衣）
生日12月22日，摩羯座，血型AB。身高156cm，體重44kg，三圍：B80/W58/H82，瞳色：藍。
就讀音羽的附屬中學，新藤景的學妹，非常仰慕新藤景，也很喜歡少女漫畫。
小時候叫做未來（MIKI），以前就認識雨宮優子和火村夕，後來遇見剛從德國回來的久瀨修一，久瀨修一送了一條他頭上的髮飾。目前瑞希頭上的髮飾，就是當時久瀨送的，第四章的女主角。
火村夕（聲：壬生中將 / 遠近孝一）
生日5月5日，金牛座，血型AB。身高173cm，体重60kg，瞳色：黄。
在教會出現，並聽優子說著一年前各位少年少女故事的青年，終章的男主角，同時也是ef系列實質的男主角。在第三章中，總是待在教會裡，但卻表明自己並不是神父或牧師之類的角色。被蓮治認為是會給予年輕人忠告的大人般的存在，實質是千尋的監護人。和久瀨修一是好朋友也是高中同學。在ef - the latter tale.中扮演講述者的角色，向優子說著一年前發生在澳洲音羽的往事。
“世界上根本沒有什麼奇跡，只有必然與偶然，以及誰做了什麼。”
雨宮優子（聲： / 中島裕美子）
生日6月21日，雙子座，血型O。身高157cm，體重42kg，三圍：B82/W56/H83，瞳色：红。
在教會等待著某個人的神秘少女。常常在意想不到的時候出現，曾為音羽學生。音羽学園的OG（隸屬天文社、可在學期間便廢社了。）她長年穿冬服，在烈日下也不會流汗。第二章曾暗示她會離開音羽。終章的女主角，同時也是ef系列實質的女主角。在ef - the first tale.中扮演講述者的角色，向夕說著一年前發生在音羽的往事。當火村還是學生時，兩人在此之前亦曾見過面，之後又在學校久別重逢而交往。震災之前，是單親家庭。

### 其他人物
廣野凪（聲：三咲里奈 / 伊藤靜）
廣野紘的姐姐，過去就讀音羽學園，常常獨自在繪畫教室裡裸體，繪畫自己的裸體畫，自稱是夕的老師，後來在外國學習繪畫。是夕和修一的同學，對夕頗有好感。
雨宮明良（聲： / 古澤徹）
优子的继兄，音羽学园的美术老师。在音羽的地震当中失去了妹妹，于是收养了优子并将其视为妹妹的替代品。
麻生堇（声：山田菜穗 / 青木沙耶香）
蓮治的母親，担任料理教室的老师。看起来很年轻，总是笑眯眯的。和丈夫是在担任翻译的时候认识的。
泉绘美（声：（不明）/ 野引香里）
音羽学園2年级生（第一章），映研部的部長。之前和京介交往，但是在京介退部的同時分手了。

## 製作人員
- 企畫：酒井伸和
- 監督：御影
- 原作、劇本：御影、鏡遊
- 人物設計、作畫監督：七尾奈留、
- 演出：酒井伸和、結城辰也、姿月景
- 美術設定：
- 色彩設計：UEM
- 音樂：天門
- 音響監督：松木仁美
- 片頭影片
  - 監督：新海誠
  - 作畫監督：sata
  - 3D動畫監督：tsukune.
  - 製作管理：結城辰也
  - 背景美術：
  - 動畫製作協助：亞細亞堂

## 主題曲
- first tale.片頭曲

作詞：酒井伸和；作曲、編曲：天門；歌：
- latter tale.片頭曲「emotional flutter」

作詞：酒井伸和；作曲、編曲：天門；歌：
- 片尾曲「ever forever」

作詞：酒井伸和；作曲、編曲：天門；歌：
- PS2版印象曲「echt forgather」

作詞：酒井伸和；作曲、編曲：天門；歌：

## 電視動畫

### 第一季「ef - a tale of memories.」
2007年10月6日開始於日本千葉電視台等的獨立UHF放送局以及AT-X播放，同年的12月25日完結。
故事內容由 the first tale.的第一、二章及the latter tale.的第三章改編而成。為了遷就時間軸的構成，第二章的更改幅度比較大，把其內容刪減濃縮並完全融入第一章之中。由於動畫播放的時候the latter tale.仍未發售，因此有關第三章的內容引起支持者們很大的迴響。 

#### 製作人員
- 原作：minori、鏡遊、御影
- 企劃：川村明廣、酒井伸和、太布尚弘、及川武
- 導演：大沼心
- 監修：新房昭之
- 系列構成：
- 人物原案：七尾奈留、
- 人物設定、總作畫監督：杉山延寬
- 色彩設計：日比野仁
- 美術監督：加藤惠
- 視覺特效：酒井基
- 攝影監督：內村祥平
- 編集：關一彥
- 音樂：天門、柳英一郎
- 音響導演：鶴岡陽太
- 音響制作：樂音舎
- 製作人：松田章男、數馬英治、久保田光俊
- 動畫制作：SHAFT
- 製作：「ef」製作委員會（GENEON ENTERTAINMENT、minori、Movic、Frontier Works、SHAFT）
- 節目提供：GENEON ENTERTAINMENT、MediaWorks、Frontier Works

#### 主題曲
片頭曲
- 「euphoric field」

作詞：酒井伸和；譯詞：西田惠美；作曲、編曲：天門；歌：ELISA
片尾曲
- 「I'm here」

作詞：酒井伸和；作曲：天門；編曲：柳英一郎；歌：宮村宮子（田口宏子）
作詞：岡田純子；作曲、編曲：天門；歌：新藤景（岡田純子）
作詞：御影；作曲、編曲：柳英一郎；歌：新藤千尋（やなせなつみ）
作詞：酒井伸和；作曲：天門；編曲：天門、柳英一郎；歌：雨宮優子（中島裕美子）
| 話數 | 片頭曲                                 | 片尾曲                                | 片尾曲版本       | DVD收錄時變更的片尾曲 |
| ---- | -------------------------------------- | ------------------------------------- | ---------------- | --------------------- |
| 1    | 無                                     | I'm here                              | 通常版本         | 無                    |
| 2    | 無                                     | euphoric field feat.ELISA （English） | OP版             | 無                    |
| 3    | euphoric field feat.ELISA （English）  | I'm here                              | 通常版本         |                       |
| 4    | euphoric field feat.ELISA （English）  |                                       | 景版本v1         |                       |
| 5    | euphoric field feat.ELISA （English）  |                                       | 景版本v1         |                       |
| 6    | euphoric field feat.ELISA （English）  |                                       | 千尋版本（藍天） |                       |
| 7    | euphoric field feat.ELISA （English）  | I'm here                              | 宮子版本         | 無                    |
| 8    | euphoric field feat.ELISA （English）  |                                       | 千尋版本（藍天） | 無                    |
| 9    | euphoric field feat.ELISA （English）  |                                       | 景版本v2         | 無                    |
| 10   | 無                                     | I'm here                              | 通常版本         | 無                    |
| 11   | euphoric field feat.ELISA （English）  |                                       | 千尋版本（赤雨） | 無                    |
| 12   | euphoric field feat.ELISA （Japanese） |                                       | 優子版本         | 無                    |

#### 各話標題
| 話數                                                  | 標題          | 劇本     | 分鏡            | 演出              | 作畫監督                              | 預告插圖          |
| ----------------------------------------------------- | ------------- | -------- | --------------- | ----------------- | ------------------------------------- | ----------------- |
| 1                                                     | eve           | 高山克彥 | 大沼心          | 大沼心            | 杉山延寬                              | 七瀨葵            |
| 2                                                     | upon a time   | 高山克彥 | 帆村壯二        | 大沼心            | 潮月一也 古川英樹                     |                   |
| 3                                                     | paradox       | 高山克彥 | 上坪亮樹        | 松澤健一          | 田畑昭                                | 庄名泉石 結城辰也 |
| 4                                                     | honesty       | 高山克彥 | 森義博          | 上坪亮樹          | 中山初繪 伊藤良明 田中穰              |                   |
| 5                                                     | outline       | 高山克彥 | 草川啓造        | 飯村正之          | 伊藤良明 清水慶太 古川英樹            | 竹井正樹          |
| 6                                                     | rain          | 高山克彥 | 宮崎修治        | 宮崎修治          | 宮崎修治                              |                   |
| 7                                                     | I...          | 高山克彥 | 大沼心          | 大沼心            | 潮月一也 玉木慎吾                     |                   |
| 8                                                     | clear colour  | 高山克彥 | 草川啓造        | 高島大輔          | 田畑昭 沼津雅人                       |                   |
| 9                                                     | forget me not | 高山克彥 | 島津裕行        | 森義博            | 清水慶太                              | 蒼樹梅            |
| 10                                                    | I'm here      | 高山克彥 | 石倉賢一        | 北川正人 石倉賢一 | 伊藤良明 玉木慎吾 田中穰              | 空中幼彩          |
| 11                                                    | ever forever  | 高山克彥 | 宮崎修治        | 宮崎修治          | 宮崎修治                              | 七尾奈留          |
| 12                                                    | love          | 高山克彥 | 草川啓造 大沼心 | 大沼心            | 潮月一也 古川英樹 西田美彌子 杉山延寬 | -                 |
| coda.                                                 | dream         | 高山克彥 | 草川啓造 大沼心 | 大沼心            | 潮月一也 古川英樹 西田美彌子 杉山延寬 | -                 |
| ※各話標題的第一個字母連接起來便是「euphoric field」。 |               |          |                 |                   |                                       |                   |

#### 播放電視台
日本深夜動畫：下文記載的日本国内播放時間使用日本標準時間（UTC+9）表示。因為部分時間标识會採用30小时制，因此請留意这类超过24:00的时间，其實際播放時間為翌日清晨。
| 播放地區 | 電視台       | 播放期間                       | 播放時間（UTC+9）    |
| -------- | ------------ | ------------------------------ | -------------------- |
| 千葉縣   | 千葉電視台   | 2007年10月6日－12月22日        | 星期六 25:35 - 26:05 |
| 神奈川縣 | 神奈川電視台 | 2007年10月6日－12月22日        | 星期六 26:30 - 27:00 |
| 埼玉縣   | 埼玉電視台   | 2007年10月8日－12月24日        | 星期一 26:00 - 26:30 |
| 京都府   | 京都放送     | 2007年10月9日－12月25日        | 星期二 25:30 - 26:00 |
| 兵庫縣   | SUN電視台    | 2007年10月9日－12月25日        | 星期二 26:10 - 26:40 |
| 日本全域 | AT-X         | 2007年10月22日－2008年1月7日   | 星期一 10:00 - 10:30 |
| 日本全域 | Kids Station | 2008年10月29日 - 2009年1月21日 | 星期三 24:00 - 24:30 |

### 第二季「ef - a tale of melodies.」
於2008年10月6日開始播放。故事內容由the latter tale.的第四章及終章改編而成。和第一期一樣，整套動畫都充滿著魄力的演出。對終章的修改幅度比較大：加入一些原創情節，但有些重要情節被刪除掉。

#### 製作人員
- 原作：minori、鏡遊、御影
- 企劃：川村明廣、酒井伸和、太布尚弘、及川武
- 監督：大沼心
- 監修：新房昭之
- 系列構成、劇本：
- 人物原案：七尾奈留、
- 人物設定、總作畫監督：杉山延寬
- 色彩設計：日比野仁
- 美術監督：小濱俊裕
- 攝影監督：內村祥平
- 編集：關一彥
- 音樂：天門、柳英一郎
- 音響監督：鶴岡陽太
- 音響制作：樂音舎
- 製作人：松田章男、數馬英治、金庭こず恵、シバタミツテル、久保田光俊
- 動畫制作：SHAFT
- 製作：「ef2」製作委員會（GENEON ENTERTAINMENT、minori、Movic、Frontier Works、SHAFT）

#### 主題曲
片頭曲
- 「ebullient future」

作詞：酒井伸和；譯詞：西田惠美；作曲、編曲：天門；歌：ELISA
片尾曲
作詞：庄名泉石；作曲、編曲：柳英一郎；歌：羽山瑞希（後藤麻衣）
作詞：中島裕美子；作曲、編曲：天門；歌：雨宮優子（中島裕美子）
- 「ever forever」

作詞：酒井伸和；作曲、編曲：天門，歌：羽山瑞希（後藤麻衣）、雨宮優子（中島裕美子）、宮村宮子（田口宏子）、新藤景（岡田純子）、新藤千尋（やなせなつみ）
第11話插曲
- 「euphoric field」

作詞：酒井伸和；作曲、編曲：天門；歌：ELISA
- 「A moon filled sky.」

作詞：；作曲：天門；編曲：柳英一郎；歌：羽山瑞希（後藤麻衣）
| 話數 | 片頭曲                           | 片尾曲                                   |
| ---- | -------------------------------- | ---------------------------------------- |
| 01.  | ebullient future（English）      | -                                        |
| 02.  | ebullient future（English）      | 笑顔のチカラ                             |
| 03.  | ebullient future（English）      | 笑顔のチカラ                             |
| 04.  | ebullient future（English）      | 笑顔のチカラ                             |
| 05.  | ebullient future（English）      | 笑顔のチカラ                             |
| 06.  | ebullient future（Instrumental） | 願いのカケラ                             |
| 07.  | ebullient future（English）      | 笑顔のチカラ                             |
| 08.  | ebullient future（English）      | 願いのカケラ                             |
| 09.  | ebullient future（English）      | 笑顔のチカラ                             |
| 10.  | -                                | ebullient future（English）              |
| 11.  | ebullient future（English）      | 笑顔のチカラ                             |
| 12.  | -                                | ebullient future（Japanese）ever forever |

#### 各話標題
| 話數                                                                                            | 標題       | 劇本                       | 分鏡            | 演出            | 作畫監督          | 預告插圖 |
| ----------------------------------------------------------------------------------------------- | ---------- | -------------------------- | --------------- | --------------- | ----------------- | -------- |
| 1                                                                                               | ever       |                            | 大沼心 武內宣之 | 大沼心          | 高野晃久 大田和寬 |          |
| 2                                                                                               | read       | 森義博                     | 森義博          | 中山初繪        |                   |          |
| 3                                                                                               | union      | 竹內宣之                   | 藏本穗高        | 田畑昭 沼津雅人 | MATSUDA98         |          |
| 4                                                                                               | turn       | 園田雅裕 羽田野浩平        | 工藤進          | 松本文男        | 雅樹里            |          |
| 5                                                                                               | utter      | 宮崎修治                   | 宮崎修治        | 宮崎修治        | 絶叫              |          |
| 6                                                                                               | flection   | 羽田野浩平 板村智幸        | 大沼心          | 潮月一也        | 久米田康治        |          |
| 7                                                                                               | reflection | 島津裕行                   | 福多潤          |                 |                   |          |
| 8                                                                                               | reutter    | 島津裕行                   | 園田雅裕        | 松本文男        | 笛                |          |
| 9                                                                                               | return     | 森義博                     | 石倉賢一        | 古川英樹        | 小林尽            |          |
| 10                                                                                              | reunion    | 武內宣之 宮崎修治 板村智幸 | 大沼心          | 伊藤良明        | 鈴平裕            |          |
| 11                                                                                              | reread     | 宮崎修治                   | 宮崎修治        | 宮崎修治        | 七尾奈留          |          |
| 12                                                                                              | forever    | 島津裕行                   | 大沼心          | 杉山延寬        | -                 |          |
| fine.                                                                                           | ef         | 島津裕行                   | 大沼心          | 杉山延寬        | -                 |          |
| ※第6至1話標題首字母連接就是「future」，第7至12話標題去除「re」和「for」之後和第6至1話標題相同。 |            |                            |                 |                 |                   |          |

#### 播放電視台
日本深夜動畫：下文記載的日本国内播放時間使用日本標準時間（UTC+9）表示。因為部分時間标识會採用30小时制，因此請留意这类超过24:00的时间，其實際播放時間為翌日清晨。
| 播放地區 | 播放電視台 | 播放期間                      | 播放時間（UTC+9）    |
| -------- | ---------- | ----------------------------- | -------------------- |
| 神奈川縣 | tvk        | 2008年10月6日－12月22日       | 星期一 26:15 - 26:45 |
| 京都府   | KBS京都    | 2008年10月7日－12月23日       | 星期二 25:30 - 26:00 |
| 兵庫縣   | SUN電視台  | 2008年10月7日－12月23日       | 星期二 26:10 - 26:40 |
| 全日本   | AT-X       | 2008年11月14日－2009年1月30日 | 星期五 13:30 - 14:00 |
| 東京都   | TOKYO MX   | 2009年1月9日－2009年3月27日   | 星期五 25:30 - 26:00 |

## 相關作品

### 漫畫
漫畫版在《月刊電撃Comic Gao!》連載。
原作：御影、鏡遊；漫畫：雅樹里；發行：MediaWorks
| 冊數    | MediaWorks     | MediaWorks             | 台灣角川     | 台灣角川               |
| 冊數    | 發售日期       | ISBN                   | 發售日期     | ISBN                   |
| ------- | -------------- | ---------------------- | ------------ | ---------------------- |
| 1       | 2006年3月15日  | ISBN 4-8402-3364-0     | 2009年7月29  | ISBN 978-986-237201-2  |
| 2       | 2006年4月15日  | ISBN 4-8402-3415-9     | 2009年7月29  | ISBN 978-986-237-202-9 |
| 3       | 2006年12月15   | ISBN 4-8402-3672-0     | 2009年10月29 | ISBN 978-986-237-340-8 |
| 4       | 2007年7月15日  | ISBN 978-4-8402-3920-2 | 2009年11月27 | ISBN 978-986-237-375-0 |
| Fanbook | 2007年9月15日  | ISBN 978-4-8402-4005-5 |              |                        |
| 5       | 2007年11月15日 | ISBN 978-4-8402-4090-1 | 2010年3月31  | ISBN 978-986-237-471-9 |
| 6       | 2008年3月15日  | ISBN 978-4-8402-4245-5 | 2010年3月31  | ISBN 978-986-237-550-1 |
| 7       | 2008年10月27日 | ISBN 978-4-04-867386-0 | 2010年7月14  | ISBN 978-986-237-739-0 |
| 8       | 2009年5月27日  | ISBN 978-4-04-867863-6 | 2010年12月22 | ISBN 978-986-237-989-9 |
| 9       | 2010年6月26日  | ISBN 978-4-04-868503-0 | 2011年1月08  | ISBN 978-986-287-033-4 |
| 10      | 2015年1月27日  | ISBN 978-4-04-869132-1 |              |                        |

### 短篇小說
以「ef - a fairy tale of the two another tale」這個標題在Comptiq雜誌2006年7月號至2008年7月號連載。
著：御影、鏡遊；插圖：七尾奈留、庄名泉石

### CD
廣播劇CD
Frontier Works發行、全4枚。
- 第1枚：2006年10月25日發售、FCCP-0020
- 第2枚：2006年12月22日發售、FCCP-0021
- 第3枚：2007年2月23日發售、FCCP-0022
- 第4枚：2007年4月25日發售、FCCP-0023

Maxi single CD「eternal feather」
- 女性角色封面版本：SW-006SF（宮村宮子&雨宮優子）
- 男性角色封面版本：SW-006SM（廣野紘&火村夕）

minori於2006年10月27日發售。
收錄主題曲全曲長度版本、影片長度版本、各off vocal版本、2種類的獨角戲廣播劇（女性編、男性編）。
兩個版本不同在付送的畫及側紙插畫。
另外，有不少店鋪即日全部賣出。為了回應錯失機會的人，女性角色封面版本於2006年12月22日再版。

### 網路廣播
網路廣播在音泉上播放。主持，由《ef》的演出聲優擔任嘉賓。

## 評價
在2007年10月，《電擊G's magazine》舉辦了日本前五十名最佳美少女遊戲排名的票選活動，《Ef - a fairy tale of the two.》在入圍的249款遊戲中獲得11票而成為第23名。

## 外部連結
遊戲
- minori official web site（页面存档备份，存于）（年齢制限）（日語）
- PS2版公式サイト（页面存档备份，存于）（日語）

動畫
- ef - a tale of memories. 公式サイト（页面存档备份，存于）（音量注意）（日語）
- ef - a tale of melodies. 公式サイト（页面存档备份，存于）（音量注意）（日語）
- ef - a tale of melodies. 公式サイト（页面存档备份，存于） - TOKYO MX（日語）